# 串田孫一
串田 孫一（くしだ まごいち、1915年11月12日 - 2005年7月8日）は、日本の詩人、哲学者、随筆家。

## 経歴
1915年、東京市芝区生まれ。駿河台や永田町や一番町に育つ。暁星中学校で学び、中学時代から登山を始めた。1932年、旧制東京高等学校文科丙類に入学し、1935年に卒業。東京帝国大学文学部哲学科で学び、1938年に卒業した。同1938年には、処女短編集『白椿』(初見靖一名義)を刊行した。
卒業後は、上智大学で教鞭をとる。戦後、1946年に『永遠の沈黙 パスカル小論』を上梓し、『歴程』同人となる。旧制東京高等学校で教鞭をとり、1955年、最初の山の本『若き日の山』を上梓、1958年、尾崎喜八らと山の文芸誌『アルプ』を創刊、1983年に終刊するまで責任編集者を務めた。また矢内原伊作や宇佐見英治らが創刊した文芸誌『同時代』にも同人として参加。東京外国語大学教授を務めたが、1965年に退官。1965年から1994年まで、FMラジオ番組「音楽の絵本」でパーソナリティを務めた。
2005年7月8日に老衰のため東京都小金井市の自宅で89歳で死去。戒名は豊徳院孫誉文岳哲道居士。

## 受賞・栄典
- 1980年：紫綬褒章を受章。

## 詩人、随筆家として
- 「初見靖一」の筆名をもつ。
- サインを求められたとき本名の音をもじって「九四○五一」と書くことがあった。

## 家族・親族
- 父：串田萬蔵は三菱銀行会長。
- 母：フミは今村繁三の姉[4]。
- 妻は旧侯爵・佐々木行忠の長女・美枝子[5]。
- 長男：串田和美は俳優・演出家。
- 次男：串田光弘はグラフィックデザイナー。

## 著書
著作は山岳文学、画集、小説、人生論、哲学書、翻訳など多岐にわたる。詩集『羊飼の時計』（1953）、『山のパンセ』などが主著。
- 『乖離 或は名宛のない手紙』私家版 1937
- 『萍』初見靖一 十文字屋書店 1940
- 『牧歌』初見靖一 冬至書林 1941
- 『懐疑』理想社(哲学問題論叢) 1942
- 『仏蘭西哲学雑記帳』風間書房 1942
- 『永遠の沈黙 パスカル小論』新府書房 1946
- 『パスカル瞑想録評釈』夏目書店 1947
- 『仏蘭西哲学研究理性の微笑』平和書房 1948
- 『快楽と幻想』夏目書店 1948
- 『幸福を求めて』実業之日本社 1948
- 『苦悩と思索』角川書店 1949
- 『モンテェニュ素描』土羊社 1949
- 『学生の哲学』山海堂 1950
- 『世界の思想家』筑摩書房 中学生全集 1950
- 『考える葦 美しい夢と思索のノート』雲井書店 1951
- 『フランス思想史 思想の饗宴』春秋社 1951
- 『孤独な思想家 アミエル』角川新書 1951
- 『社会の見方 世の中とのつながり』岡書院 1951
- 『新イソップ』斎藤博之絵 小峰書店 小学生文庫 1951
- 『孤独なる日の歌』創元社 1952
- 『若き日の思索のために』筑摩書房 1952
- 『愛の彷徨』創文社 フォルミカ選書 1952
- 『妻の幸福』東和社 1952
- 『思索の憩い』実業之日本社 1952
- 『哲学と人間』河出書房 市民文庫 1952
- 『美しき生の発見』要書房 1953
- 『羊飼の時計』創元社 1953
- 『青春の遍歴』要書房 1953
- 『愛による思索』河出新書 1954
- 『哲学と人間』河出文庫、1954
- 『幸福をめぐる断想』三笠新書 1954
- 『ものの考え方 哲学以前』要選書 1954
- 『若き日の山』河出書房 1955（のち集英社文庫）
- 『考えることについて』光の友社 スピカ叢書 1955  のち旺文社文庫、徳間文庫
- 『感傷組曲』河出新書 1955
- 『学生の哲学ノート』山海堂 1955
- 『受胎告知』筑摩書房 1955
- 『思索への誘い』学風書院 1955
- 『旅人の悦び 詩集』書肆ユリイカ アルビレオ叢書 1955
- 『朝の窓』学風書院 1956
- 『雲のひとりごと 私たちのねがい』あかね書房 小学生学習文庫 1956 のちフォア文庫
- 『自然手帳』緑地社 1956
- 『祝婚歌 愛についての十二の手紙』村山書店 1956
- 『受難の花』社会思想研究会出版部 現代教養文庫 1956
- 『空色の自転車』鱒書房 1956
- 『博物誌』全3巻 創文社・知性社 1956-57 のち角川文庫、平凡社ライブラリー
- 『夜と暁の想い』筑摩書房 1956
- 『表現の悦び』大日本雄弁会講談社 ミリオン・ブックス 1956
- 『山のパンセ』実業之日本社 1957 のち集英社文庫・岩波文庫・ヤマケイ文庫
- 『若き日の人生ノート』学生社新書 1956
- 『愛と知の採集』池田書店 1957
- 『明かるい目ざめ』村山書店 1957
- 『砂時計と寝言 串田孫一随想集』創文社 1957
- 『博物誌随想』創文社 1957
- 『不安と幸福の断想』実業之日本社 現代を生きる考え方双書 1957
- 『山の絵日記』ダヴィッド社 1957
- 『串田孫一随想集』全8巻 筑摩書房 1958
- 『霧と星の歌』朋文堂 1958
- 『青春の彷徨』船山克写真 知性社 1958
- 『翼ある言葉』講談社 1958
- 『山に遊ぶ雲』弥生書房 1958
- 『人生誌』小山書店新社 1959
- 『哲学入門』日本評論新社 1959
- 『若い日のノート』青春出版社 青春新書 1959
- 『私は街を歩いた』実業之日本社 1959
- 『幸福な生きかた』青春出版社 青春新書 1960
- 『菫色の時間』創文 アルプ選書 1960
- 『青春の倫理』青春出版社 青春教養大系 1960
- 『花火の見えた家』創文社 1960
- 『こころの山』筑摩書房 1961
- 『ギリシア神話』筑摩書房 1961（のち旺文社文庫・ちくま文庫）
- 『田園の消息』筑摩書房 1961
- 『古い室内楽』筑摩書房 1961
- 『北海道の旅』筑摩書房 1962（のち平凡社ライブラリー）
- 『山羊の鈴』竹内書店 1962
- 『カメラ日本空の縦断』木村元芳写真 淡交新社 1963
- 『四季の歌』大和書房 銀河選書 1963
- 『猫と詩と颱風 日記と随想』東都書房 1963
- 『わたしの博物誌』朝日新聞社 1963
- 『昨日の絵今日の歌』勁草書房 1964
- 『串田孫一断想集』大和書房 1964
- 『薔薇窓』白水社 1964
- 『風景画帖』あすなろ書房 1964
- 『生きるための思索』社会思想社 現代教養文庫 1965
- 『日本の自然 四季の旅』雪華社 1965
- 『花嫁の越えた峠』朋文堂 1965
- 『ゆめのえほん』文・絵 あかね書房 1965
- 『夜空の琴』創文社 1965
- 『愛の断想』大和書房 1966
- 『あるきながらたべながら』鶴書房 1966
- 『考える葦 美しい夢と思索のノート』雲井書店 1966
- 『思索する心』雪華社 1966
- 『草原に落ちた星』竹内書店 1966
- 『山の断想』大和書房 1966
- 『現代人生論全集11 串田孫一集』雪華社 1966（のち私の人生論10 串田孫一、日本ブックエース）
- 『夜の扉』創文社 1966
- 『雨あがりの朝』雪華社 1967
- 『季節の断想』大和書房 1967
- 『串田孫一著作集』全6巻 大和書房 1967-68
- 『私の聖書』社会思想社 現代教養文庫 1967
- 『愛を語る壷』山梨シルクセンター出版部 1968
- 『いろいろの天使 詩集』弥生書房 1968
- 『世界平和につくした人々』吉崎正巳絵 さ・え・ら書房 さ・え・ら伝記ライブラリー 1968
- 『ひとり旅』日本交通公社 1968
- 『見る眼・考える心 思索する悦びを育てる』日本文芸社 1968
- 『小鳥の居酒屋』青娥書房 1969
- 『知恵の構造について』角川文庫 1969
- 『荒小屋記』東京美術 ピルグリム・エッセイ・シリーズ 1970
- 『烏賊の夢』青娥書房 1970
- 『枯葉の踊り』雪華社 1970
- 『雲の憩う丘』創文社 1970
- 『心と形について』みゆき書房 1970
- 『積木の庭』サンリオ山梨シルクセンター出版部 1970
- 『山の独奏曲』山と渓谷社 1971 （のち集英社文庫）
- 『季節風の歌』日本交通公社 1971
- 『雲 画集』雪華社 1971
- 『幸福をはぐくむもの』小海永二編 ポプラ社 1971
- 『夕映えの山頂』二見書房 1971
- 『愛のともしび』毎日新聞社 1972
- 『雲の画本』雪華社 1972
- 『荒野の竪琴』新潮社 1972
- 『心貧しき者の本』白馬出版 1972
- 『自然と美と心』文芸春秋 人と思想 1972
- 『野兎の眼』青娥書房 1972
- 『漂泊』創文社 1972
- 『音楽帖 詩集』弥生書房 1973
- 『旅の絵本』じゃこめてい出版 1973
- 『南京玉の指輪』創文社 1973
- 『光と翳の領域 随想集』講談社文庫 1973
- 『遠い街 小説』雪華社 1973（のち「愛と幻想」講談社文庫）
- 『曇り空の道』青娥書房 1974
- 『心の歌う山』実業之日本社 1974
- 『思索と行為』雪華社 1974
- 『廿六の凡人』雪華社 1974
- 『回帰』創文社 1975
- 『季節の断想』大和書房 1975
- 『雲と大地の歌』番町書房 1975
- 『人生と生活』雪華社 1975
- 『光の五線譜』写真: ネイチャー・フォト・スタジオ ネイチャー・ブックス 1975
- 『夢の中の風景』弥生書房 1975
- 『雨あがりの朝』雪華社 1976
- 『印象の時時』ゆまにて 1976
- 『季節の谷間で拾い集めた74の断想』じゃこめてい出版 1976
- 『子供の風景』写真:宮原洋一 文京書房 1976
- 『旅の断章』白日社 1976
- 『ドン・キホーテと老人』青娥書房 1976
- 『牧場の星 随想集』白日社 1976
- 『串田孫一随想集』全6冊 立風書房 1977-78
- 『追憶の山』スキージャーナル 1977
- 『人間についての断想』朱鷺書房 1977
- 『氷河の星 随想集』白日社 1977
- 『牧神の夢』白日社 1977
- 『風の中の詩』集英社 1978 （のち集英社文庫）
- 『文房具』白日社 1978 （のち「文房具56話」ちくま文庫）
- 『自然の断章』講談社 1978
- 『桃夭 詩経を篆刻として 串田孫一・篆刻作品集1』天満堂書店 1978
- 『不機嫌な太陽 散文詩 2』白日社 1978
- 『分教場のバッハ』音楽鑑賞教育振興会 1978
- 『山の見える窓』じゃこめてい出版 1978
- 『四季』1-2 文京書房 1979-84
- 『思索の階段 かくれて生きること』朝日出版社 1979
- 『流れる時』弥生書房 1979
- 『考える葦』弥生書房 1980
- 『砂時計』文京書房 1980
- 『小さな自然の四季 安曇野讃歌』斎藤嘉明写真 共立出版 1980
- 『日曜日の朝 詩集』広論社 1980
- 『小さくなる親』スキージャーナル 1981
- 『沈黙の歌』集英社 1981
- 『山 詩集』文京書房 1981
- 『山と行為 画文集』同時代社 1981
- 『山に生きる 串田孫一版画集』同時代社 1981
- 『串田孫一詩集』田中清光編 土曜美術社 日本現代詩文庫 1982
- 『串田孫一小品集』全2巻 立風書房 1982
- 『串田孫一哲学散歩』全4巻  筑摩書房 1982-83
- 『日記』実業之日本社 1982
- 『愛ある思索』わが人生観 大和出版 1983
- 『四季の旋律』PHP研究所 1983
- 『日記の中の散歩』講談社 1983
- 『本・その周辺』日本古書通信社 古通豆本 1983
- 『音楽の絵本』共同通信社 1984
- 『雲・岩・太陽 山の絵本』講談社 1984
- 『光の神話』ネイチャー・フォト・スタジオ写真 じゃこめてい出版 1984
- 『不器用な愛』弥生書房 1984
- 『山と別れる峠』実業之日本社 1984
- 『串田孫一断章集』全5巻 小海永二編 大和書房 1985
- 『尾瀬』新井幸人撮影 時事通信社 1985
- 『上高地』斎藤嘉明写真 岩波グラフィックス 1985
- 『季節の折々に』未来社 1985
- 『山稜玻璃』三宅修撮影 詩・文 時事通信社 1985
- 『精神の飢渇』弥生書房 1985
- 『わたしは猫・花の町で見た夢』雨田光弘絵 講談社 1985
- 『揶揄う女神』弥生書房 1986
- 『あめはどうしてふるの』高橋健司写真 金の星社 1987
- 『Eの糸切れたり』時事通信社 1987（のち平凡社ライブラリー）
- 『隠された鍵』弥生書房 1987
- 『桜』高波重春撮影 時事通信社 1987
- 『師在自然』高橋克郎写真 グラフィック社 1987
- 『笛を吹く画家』文京書房 1987
- 『星々の戯れ』弥生書房 1987
- 『可憐な悪魔』弥生書房 1988
- 『自分を歪めないこと』リクルート出版 1988
- 『武蔵野』山下喜一郎撮影 時事通信社 1989
- 『覚めて見た夢』文京書房 1990
- 『古典との対話』筑摩書房〈ちくまプリマーブックス〉 1990／ちくま学芸文庫 2012
- 『飛行船の飛ぶ空』弥生書房 1990
- 『ブナ原生林』太田威撮影 時事通信社 1990
- 『曇時々晴』実業之日本社 1991
- 『薔薇の棘 串田孫一断想集』ふらんす堂文庫 1991
- 『もう登らない山』恒文社 1991
- 『石段のある坂』弥生書房 1992
- 『考える遊び』筑摩書房 1992
- 『四季の語らい』新日本出版社 1993
- 『雑木林のモーツァルト』時事通信社 1993
- 『地球の天使たち』Tokyo FM出版 1993
- 『巻 画文集』弥生書房 1993
- 『命を削る鉋』春秋社 1994
- 『落葉松』丹地保尭写真 詩文 アトリエ風信 風信ネイチャーブックス 1994
- 『虹を見た夕暮』メディアファクトリー 1994
- 『虫と花の寓話』東京新聞出版局 1994
- 『思索の遊歩道』春秋社 1996
- 『文房具52話』時事通信社 1996。『文房具56話』ちくま文庫 2001
- 『星への手紙』岩波書店 1996
- 『自選串田孫一詩集』彌生書房 1997
- 『串田孫一集』全8巻 筑摩書房 1998
- 『覚めて見た夢 「花の国」から』渡辺吉明写真 光村印刷 1998
- 『四季の無言歌』恒文社 1999
- 『呟く光と翳』筑摩書房 1999
- 『雲・山・太陽 串田孫一随想集』講談社文芸文庫 2000
- 『光と遊ぶ心』彌生書房 2001
- 『鳥と語る夢』筑摩書房 2002
- 『花の町で猫が見た夢』雨田光弘絵 ネット武蔵野 2003
- 『星と歌う夢 最新エッセイ集』平凡社 2003
- 『愛のあいさつ 2 四季のうた風のうた』雨田光弘絵 藍書房 2006
- 『鳥と花の贈りもの』叶内拓哉写真 暮しの手帖社 2006
- 『ものの考え方』学術出版会 2010
- 『記憶の道草』幻戯書房・銀河叢書 2015
- 『月と歩いた峠路 随想集 特装愛蔵版』山と溪谷社 2015
- 『串田孫一 緑の色鉛筆』平凡社 2016

### 共編著
- 『近代精神』山崎正一共編 第三書房 近代哲学叢書 1949
- 『ヒュームとルッソー 裏切者と悪魔』山崎正一共著 創元社 1949／「悪魔と裏切者 ルソーとヒューム」ちくま学芸文庫 2014
- 『世界の哲学思想』吉村博次共著 実業之日本社 1951
- 『美しき生の歩み』原文子共著 泰光堂 1952
- 『愛情にわれ悩みて 若き人々の愛と人生の記録』編 信友社 1954
- 『哲学事典』編 河出文庫 1955
- 『忘れえぬ山』全3巻 筑摩書房 1959／旺文社文庫 1978／ちくま文庫 1999
- 『青春の自画像』島崎敏樹共著 学生社 1961
- 『山の組曲』畦地梅太郎・内田耕作共編 創文社 1961
- 『雲花雨街樹鳥海夜』編 人文書院 1964
- 『カラー歳時記 虫』浜野栄次共著 保育社 カラーブックス 1967
- 『山の詩集 友へ贈る』鳥見迅彦共編著 社会思想社 現代教養文庫 1967
- 『日本の美と自然 国立公園』大仏次郎共著、緑川洋一写真 淡交社 1969
- 『山と文学』山口耀久共編 創文社 1973
- 『新潮美術文庫 43 ブラック』解説 新潮社 1975
- 『音楽の魅力 随筆60人集』編 共同通信社 1976
- 『花の肖像 画文集』太田洋愛共著 講談社 1979、講談社文庫 1983
- 『東京の散歩道』茨田茂平共著 自由現代社 1981
- 『日本の名随筆 35 虫』編 作品社 1985
- 『音楽の森 名随筆選1 音楽との出会い』編 音楽之友社 1989
- 『孤独の生き方』編 筑摩書房 こころの本 1989
- 『中勘助全集』全17巻 赤羽淑、稲森道三郎共編 岩波書店 1989‐91
- 『自然からの答え』編 筑摩書房 こころの本 1990
- 『野生の花 ボタニカルアート画文集』荒谷由美子絵 アトリエ風信 1990
- 『山の詩集』田中清光共編 筑摩書房 1991
- 『花の詩集』田中清光共編 筑摩書房 1995
- 『渡辺一夫敗戦日記』二宮敬共編 博文館新社 1995
- 『日本の名山』全20巻 今井通子・今福龍太共編 博品社 1997‐98

### 翻訳
- ベルグソン『夢』平岡昇共編 白水社 1941
- アラン『家族の感情』風間書房 1946
- 『モンテェニュ旅日記』第1,2 十字屋書店 1949
- アラン『マルス 裁かれた戦争』加藤昇一郎共訳 思索社 1950
- ピエール・デュカセ『世界哲学史』渡辺秀共訳 白水社 文庫クセジュ 1953
- ロジエ・ダヴァル『フランス社会思想史』中村雄二郎共訳 白水社 文庫クセジュ 1954
- 『アラン著作集 第2 幸福論』中村雄二郎共訳 白水社 1960 のち白水Uブックス
- レイモン・ペイネ『<ふたり>のウィークエンド』みすず書房 1960
- レイモン・ペイネ『<ふたり>のポケット・ブック』みすず書房 1960
- レイモン・ペイネ『<ふたり>のおくりもの』みすず書房 1961
- レイモン・ペイネ『<ふたり>のベッドサイド・ブック』みすず書房 1961
- リュシアン・ギヨー, ピエール・ジバシエ『花の歴史』白水社 文庫クセジュ 1965
- 『世界の名著 29 ヴォルテール,ディドロ,ダランベール』責任編集 中央公論社 1970
- 『ペイネ・愛の本』みすず書房 1974
- ジャンークロード・ブリスビル文 ダニエル・ブール絵『雪国の豹オレッグ』ルイ・ブール構成 集英社 1980
- デボラ・キング作・絵『カラスの四季』佑学社 ヨーロッパ創作絵本シリーズ 1981